# Ernesto Balmaceda

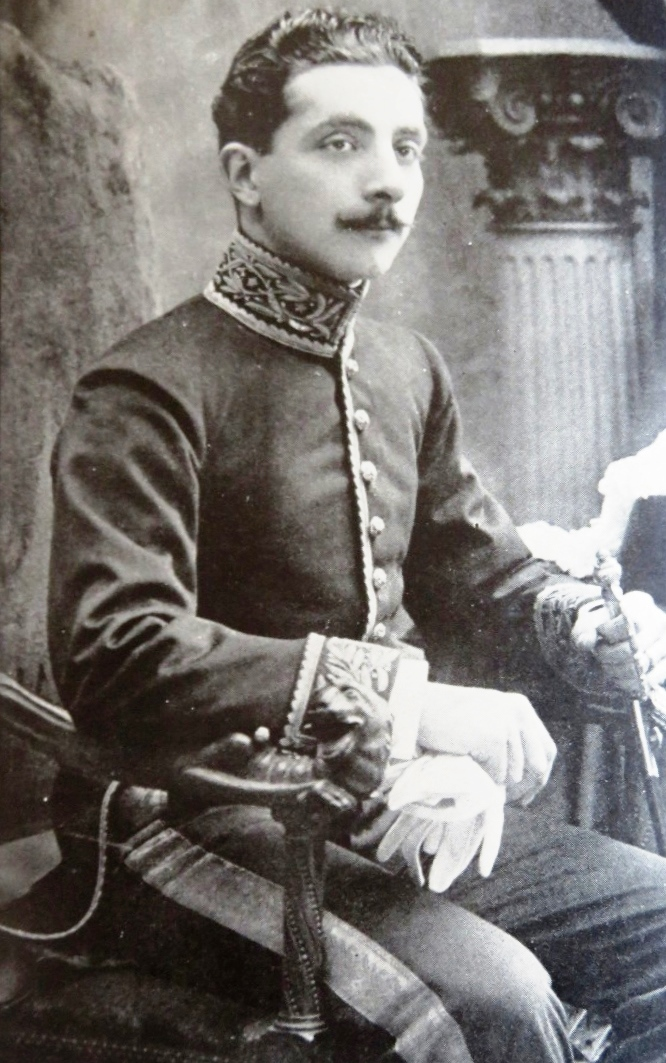
Ernesto Balmaceda Bello en uniforme diplomático.

Ernesto Balmaceda Bello (Santiago de Chile, 27 de febrero de 1887 – Bruselas, 24 de febrero de 1906); funcionario diplomático chileno, que se desempeñaba como secretario de la legación de Chile en Bélgica en 1906. Su asesinato a manos de Carlos Waddington, hijo del encargado de negocios (embajador) de la misma sede diplomática chilena, fue ampliamente cubierto por la prensa internacional de su tiempo. El caso (por haberse asilado el autor del asesinato inicialmente en la embajada) se convirtió en un precedente citado en fuentes académicas que trataron el problema de los límites de la inmunidad diplomática. 

## El asesinato
El asesinato surgió de un asunto de "honor", de acuerdo a los parámetros de la época, motivado por la negativa de Balmaceda Bello, miembro de una de las principales familias de Chile, a contraer un matrimonio forzado con su novia, Adelaida Waddington (20 años), hija del encargado de negocios de Chile en Bélgica, Luis Waddington. 
Inicialmente Balmaceda Bello (18 años) había iniciado una relación con Adelaida y planteado una propuesta de matrimonio, pero resolvió dilatar el asunto, siguiendo el consejo de su tío, el ex canciller Emilio Bello Codesido (que entonces se encontraba en Francia), quien lo instó a desechar el compromiso aduciendo la menor fortuna monetaria de los Waddington. Ante esta demora, Adelaida confidenció a su familia que ya había tenido relaciones sexuales con Balmaceda Bello. Frente esta revelación, tanto Luis Waddington como su hijo Carlos (17 años) comenzaron a exigir que la "deshonra" fuera reparada mediante la celebración inmediata del matrimonio. A esto Balmaceda Bello contestó con evasivas, a la espera de ayuda familiar que le facilitara abandonar Bruselas y poner distancia entre él y la enojada familia, deslizando en el intertanto comentarios acerca de que Adelaida ya habría perdido la virginidad anteriormente. Así se arrastró la tensa situación, hasta que en un encuentro Carlos Waddington apremió a Balmaceda Bello hasta hacerlo reconocer que nunca se casaría con Adelaida, a lo que el hermano ofendido respondió en el acto desenfundando una pistola y dándole un tiro mortal.
Inicialmente, Carlos Waddington se asiló en compañía de su padre en la sede diplomática, que era rodeada por una multitud dispuesta a lincharlo y un contingente policial que contuvo al público. Pero, posteriormente, se entregó voluntariamente a las autoridades belgas, de acuerdo también con el deseo de la cancillería chilena. Estas circunstancias hicieron que el caso se convirtiera -en la época- en un precedente citado habitualmente por la literatura sobre Derecho internacional, relativa a inmunidad y la eventual extensión de este privilegio a las comitivas diplomáticas y familiares de los funcionarios en misión.

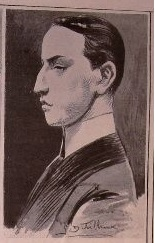
Carlos Waddington (1907)

La opinión pública belga, inicialmente hostil a Carlos Waddington (considerado un simple asesino que se escondía de la justicia en la embajada), cambió de posición durante el juicio, cuando comenzó a ser reconocido como un defensor del honor de su hermana. En este contexto, el jurado belga dictaminó que Waddington había actuado involuntariamente, presa de un rapto de ira, por lo que fue sencillamente absuelto. 
Por ser Balmaceda Bello miembro de una rama muy influyente de la elite social de Chile (nieto del primer rector de la Universidad de Chile, Andrés Bello; hijo del ex ministro del Interior y Justicia, José Rafael Balmaceda; sobrino de un antiguo presidente, José Manuel Balmaceda, y de un futuro mandatario, varias veces canciller hasta entonces, Emilio Bello Codesido), el caso apenas fue informado por la prensa chilena en su oportunidad. Aunque la adinerada familia sí hizo imprimir un libro destinado a circular reservadamente entre personas escogidas, en el que planteaban una versión que exculpaba a Balmaceda Bello y hacía hincapié en la responsabilidad de los Waddington.